# Плодовое садоводство в КНДР

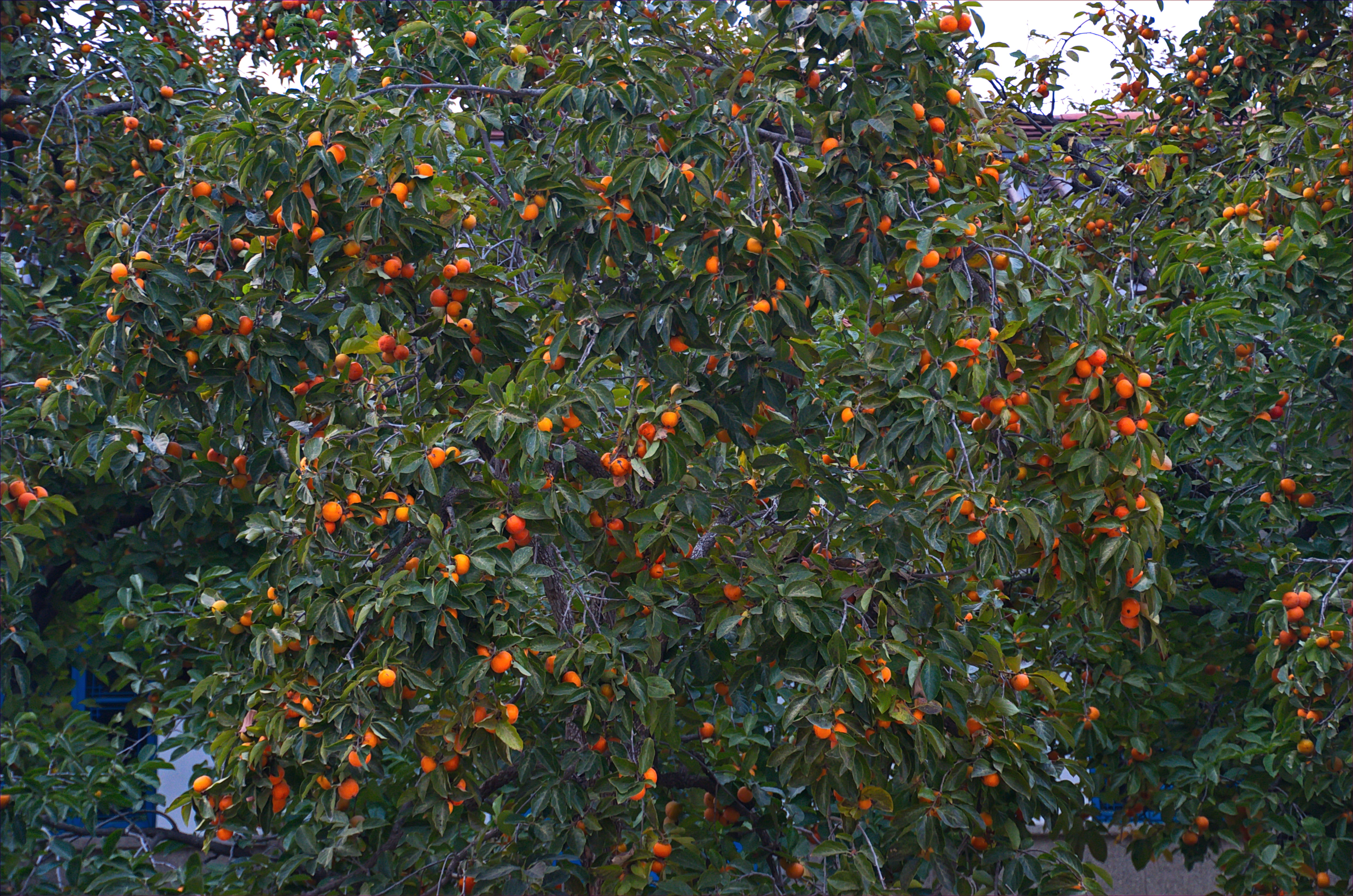
плодовое дерево в КНДР (7 октября 2015)

Плодовое садоводство в КНДР — одна из отраслей сельского хозяйства Корейской-Народно-Демократической Республики.

## История
Исторически, основой сельского хозяйства страны является растениеводство, а главной пищевой культурой является рис.
Дикая вишня растёт во всех районах КНДР, также на территории страны растёт реликтовое дерево гинкго (плоды которого съедобны и из них делают масло). Однако плодовое садоводство также имеет длительную историю – об этом занятии упоминается в исторических хрониках, народных преданиях и легендах. А долгие летние ливневые дожди «чанма» [«длинные дожди»] с давних времён имеют второе название - «сливовые дожди» (поскольку они совпадают со временем созревания слив).
В начале XX века основными пищевыми культурами являлись рис, бобы и в значительно меньшей степени — пшеница (которую возделывали в северных районах). Во время русско-японской войны 1904—1905 гг. Корейский полуостров был оккупирован японскими войсками. После подписания 22 августа 1910 года договора о присоединении Кореи к Японии на территории полуострова началось создание органов японской колониальной администрации.
Японские земельные компании (крупнейшей из которых было созданное в 1908 году «Восточно-колонизационное общество») начали захват земель у корейских крестьян, в результате количество безземельных крестьянских семейств стало увеличиваться.
В 1911—1912 гг. японские власти провели ряд преобразований в области сельского хозяйства. В 1912 году был издан «Приказ об обследовании земель», по которому все пахотные земли подлежали переучёту. В 1912—1918 гг. была проведена земельная перепись, закрепившая за крупными землевладельцами часть крестьянских земель.
В целом, до окончания второй мировой войны в сентябре 1945 года Корея являлась частью Японской империи и развитие её сельского хозяйства определялось японскими властями.
Во время японской оккупации японские колонисты привозили на Корейский полуостров японскую вишню, которую высаживали не только в сельской местности (для сбора урожая), но и в городах - как декоративное растение (так как это дерево считается одним из символов Японии). Яблоки местных сортов выращивали в районе Пхеньяна уже в 1945 году.

### После 1945 года
Современная структура сельского хозяйства начала формироваться в 1946—1949 гг., после образования КНДР и демаркации линии государственной границы по 38-й параллели.
31 января 1946 года был создан Крестьянский союз Северной Кореи, который начал пропаганду передовых агротехнических методов обработки земли и подготовку агрономов и зоотехнических кадров для сельского хозяйства.
5 марта 1946 года Временный Народный Комитет Северной Кореи принял закон о земельной реформе. Кроме того, было создано общество сельскохозяйственных наук и лесоводства, занимавшееся прикладными научными исследованиями в области сельского хозяйства.
Сложный рельеф (около 80 % территории страны занимают горы) и каменистые почвы затрудняют ведение сельского хозяйства.
Боевые действия Корейской войны 1950—1953 гг. нанесли значительный ущерб сельскому хозяйству, в первые послевоенные годы площадь обрабатываемых земель сократилась из-за необходимости разминирования местности от минно-взрывных устройств и неразорвавшихся боеприпасов, восстановления террас и дамб заливных рисовых полей, очистки и рекультивации пахотных земель. Для предотвращения эрозии почв, снижения риска оползней и лавин были предприняты меры по рационализации лесоразработок и лесонасаждению.
В 1950-е годы в стране началось строительство ирригационных систем. Были созданы машинно-тракторные станции.
Поскольку восстановление плодовых деревьев требовало времени, во второй половине 1950-х годов сельское хозяйство КНДР имело ярко выраженное земледельческое направление с зерновой специализацией. В 1956 году под зерновыми культурами было занято около 90 % посевных площадей, главными зерновыми культурами в это время являлись рис (20,4 % площади), кукуруза и соевые бобы, также выращивались чумиза, гаолян, пшеница, овощи и технические культуры.
После расширенного заседания Президиума ЦК ТПК в Пукчхоне в апреле 1961 года, в стране развернулось массовое движение за создание фруктовых садов. В 1963 году была создана Академия сельскохозяйственных наук КНДР. В целом, в 1960е годы значение садоводства и овощеводства увеличилось. В 1970 году общая площадь земель под плодовыми садами составляла 130 тыс. гектаров, основную часть плодовых деревьев составляли яблони (к началу 1970х годов сбор яблок составлял около 200 тыс. тонн в год).
В 1976 году общая площадь плодовых садов составляла 300 тыс. гектаров (в основном они были высажены на крутых горных склонах, где деревья выполняли функции противооползневых и ветрозащитных полос). В это время плодоводческие государственные и кооперативные хозяйства выращивали сортовые яблоки, груши, абрикосы, белые корейские персики и виноград.
В дальнейшем, главным центром плодового садоводства стал уезд Кваиль в северной части провинции Хванхэ-Намдо. Именно здесь функционирует НИИ плодоводства Академии сельскохозяйственных наук и находится крупнейшее специализированное садоводческое хозяйство - Кваирский уездный объединённый плодоводческий госхоз.
В середине 1980х годов сады (главным образом высаженные на террасированных склонах сопок) занимали площадь около 300 тыс. гектаров, основными культурами в это время являлись яблони, груши, персики, абрикосы, хурма, слива, вишни, ююба (имеющая целебные свойства), а в южных районах - и виноград. Часть урожая яблок и груш экспортировалась.
В результате выполнения программ мелиорации, террасирования горных склонов и осушения отдельных участков морского побережья к концу 1980х гг. площадь сельскохозяйственных земель была увеличена. В 1989 году общая площадь земель сельскохозяйственного назначения составляла 18 % территории страны. Однако несмотря на повышение значения плодоводства и овощеводства, основными пищевыми культурами по-прежнему оставались зерновые (рис и кукуруза) и соевые бобы.
После распада СССР в 1991 году положение КНДР осложнилось. С середины 1990-х годов резко сократились использование сельскохозяйственной техники и объёмы вносимых удобрений; к началу XXI века почти все сельскохозяйственные работы велись вручную.
Зимой 2002-2003 гг. в уезде Кваиль и в хозяйствах в районе Пхеньяна начали выращивание рассады карликовых яблонь нового сорта (обеспечивающих более высокую урожайность и удобство сбора в сравнении с распространёнными традиционными сортами). В феврале 2003 года министерство сельского хозяйства КНДР предписало расширить площади садов за счёт посадки таких карликовых яблонь.

## Современное состояние
По состоянию на начало 2010 года, на западных равнинах и в предгорьях выращивали яблони, груши, абрикосы, персики, сливу, вишню. Крупные плодоводческие хозяйства были расположены в окрестностях городов Пхеньян, Сукчхон, Ончхон, Хванджу, Понсан. Кроме того, в КНДР повсеместно культивируют шелковицу (но основными районами её сбора являются провинции Южный Пхёнан и Чагандо). Часть урожая экспортируется.
8 октября 2018 года в Пхеньяне была проведена выставка яблок. 1 марта 2019 года (накануне отмечаемого в стране 2 марта праздника «Сиксуджоль» - «День посадки деревьев») КНДР подарила посольству России 20 саженцев яблонь тэдонганского сорта (признанного лучшим среди представленных на выставке 2018 года), которые были высажены в саду возле русского дома в Пхеньяне.
Яблоки и другие выращиваемые в стране фрукты входят в ряд блюд современной кухни.